# Сильвестр (Ляскоронський)
Сильвестр (Ляскоронський) (*д/н — †8 травня 1754) — український церковний діяч, ректор Києво-Могилянської академії, архімандрит Братського монастиря, драматург.

## Життєпис
Про дату, місце народження нічого невідомо. Наприкінці 1720-х років навчався у Києво-Могилянській академії. після її закінчення напочатку 1730-х років запрошений стати її викладачем. Протягом 1734—1735 навчального року викладав у класі граматики, у 1736—1737 роках — синтаксими, у 1737—1738 роках — піїтики, у 1738—1740 роках — риторики. Прийнявши чернечий постриг, на якийсь час залишив Києво0Могилянську академію.
У 1740 році стає членом Київської консисторії, у 1741—1744 роках перебував на посаді ігумена Віленського Святодухівського монастиря, з 1745 року — архімандрит Ніжинського Благовіщенського Назарет-Богородицького монастиря.
У 1746 році його запрошено на посаду ректора Києво-Могилянської академії, одночасно — професора богослов'я й архімандрита Київського Братського монастиря. Цю посаду він займав до 1751 року. У грамоті від 1746 року на ректорство й архімандритство митрополит Київський, Галицький і всієї Малої Росії Р.Заборовський писав: «рос. … о чем известясь Академии наши учители и братья оного монастыря должны ему… Сильвестру, всякое при подобающей чести отдавать послушание без роптания и все по благому его совету действовать».
3 1748 році Сильвеств Ляскоронський вів тривалу судову боротьбу з Київським магістратом за ґрунти й ліс в урочищах Берковець і Клепач, які здавна належали Братському монастирю та Києво-Могилянській академії. Незважаючи на магістратську заборону пропінацій, академія тримала шинок на Житньому ринку аж до 1752 р. Ім'я Ляскоронського тісно пов'язане з завершенням будівництва Успенської церкви в с. Стайки, приписаному на той час до Київського Братського монастиря.
Ляскоронський багато справ робив самочинно, не погоджуючи їх із протектором академії, митрополитом Київським, Галицьким і всієї Малої Росії Г.Щербацьким, за що у 1751 році його звільнено на «спочинок» у Київський Видубицький монастир. Помер Сильвестр Ляскоронський 8 травня 1754 року у Києві.

## Діяльність
Є автором двох курсів риторики. У часи викладання поетики й риторики написав «Трагедокомедію» (1737—1738), що визнана зразком великодньої драми. Він плідно займався упорядкуванням внутрішнього життя КМА.
При ньому у 1750 році було складено «рос. Инструкцію находящимся по школам при церквах Кіевоподольских студентам…», що являла собою правила поведінки для тих студентів, котрі жили в парафіяльних приміщеннях подільських церков (так званій Малій бурсі). Від них зокрема вимагалося обов'язково відвідувати богослужіння, особливо в дні, коли немає занять у Києво-Могилянській академії, та одержувати благословення настоятелів.